# ادغام (زبان‌شناسی)
در زبان‌شناسی به فرایندی که در آن یک صورت زبانی و صورت زبانیِ مجاور آن در هم فرومی‌روند و برخی آواها حذف می‌شوند و دو صورت به‌شکل صورت واحدی درمی‌آیند، ادغام (به انگلیسی: contraction) می‌گویند.
برای نمونه، در زبان گفتاری فارسی، «هیچ‌چیز» گاه تبدیل به هیچیـ(ـز) می‌شود. بر اساس همین قاعده، در برخی متن‌های فارسی کهن، «بدتر» به‌صورت «بتّر» و «بَتَر» نوشته شده‌است.
یا اگر چه در ادبیات کهن به صورت ارچه نوشته شده